# Słupia (powiat Konecki)
Słupia is een dorp in het Poolse woiwodschap Święty Krzyż, in het district Konecki. De plaats maakt deel uit van de gemeente Słupia en telt 290 inwoners.